# Suprémacisme malais
Pour les articles homonymes, voir malaise.
Le suprémacisme malais (en malais : ketuanan Melayu) désigne un concept racialiste répandu en Malaisie. Selon les préceptes de cette doctrine, les affaires du pays ne peuvent être gérées que par les Malais de souche, tenus pour « maîtres » (tuan) de la nation. Les citoyens d'origine chinoise et indienne sont considérés comme redevables envers les autochtones, qui leur ont accordé la citoyenneté, mais seulement en contrepartie des privilèges spéciaux qui leur sont légalement conférés en vertu de l'article 153 de la constitution de la Malaisie, qui établit au profit des Malais autochtones des quotas protégeant leurs intérêts. Cet « échange de bons procédés » est communément désigné sous le nom de contrat social, l'idée étant ici sensiblement différente de la notion habituelle de contrat social entre un gouvernement et son peuple.
Le concept de ketuanan Melayu est souvent mis en avant par les hommes politiques malais, notamment ceux de l'importante et influente Organisation nationale des Malais unis.